# Madhuca ovata
Madhuca ovata är en tvåhjärtbladig växtart som beskrevs av Herman Johannes Lam. Madhuca ovata ingår i släktet Madhuca och familjen Sapotaceae. Inga underarter finns listade i Catalogue of Life.